# Tim Lobinger
Tim Lobinger (3. září 1972, Rheinbach, Severní Porýní-Vestfálsko — 16. února 2023) byl německý sportovec, atlet, který se věnoval skoku o tyči.

## Život
193 cm vysoký tyčkař je halovým mistrem světa z roku 2003 a dvojnásobným halovým mistrem Evropy (1998, 2002). Dvě stříbrné medaile získal i na mistrovství Evropy, v roce 1998 v maďarské Budapešti a 2006 ve švédském Göteborgu.
Čtyřikrát reprezentoval na letních olympijských hrách (Atlanta 1996, Sydney 2000, Athény 2004, Peking 2008). Největší úspěch zaznamenal v roce 1996 v Atlantě, kde vybojoval výkonem 580 cm sedmé místo. V Athénách skončil jedenáctý, na olympiádě v Sydney třináctý.
Jeho osobním rekordem pod otevřeným nebem je rovných šest metrů, tuto výšku zdolal 24. srpna 1997 v Kolíně nad Rýnem, o dva roky později překonal stejnou výšku i v norském Oslo. Jeho maximem v hale je 595 cm (18. února 2000, Chemnitz). Největší úspěchy slavil při svých halových závodech, pod otevřeným nebem velkou zlatou medaili nezískal.
V květnu 2017 zveřejnil informaci, že onemocněl leukemií. Na chemoterapii podle vyjádření reagoval pozitivně, což dalo naději na uzdravení.